# Megachile wagenknechti
Megachile wagenknechti là một loài Hymenoptera trong họ Megachilidae. Loài này được Ruiz mô tả khoa học năm 1936.